# Spilosoma woodlarkiana
Spilosoma woodlarkiana är en fjärilsart som beskrevs av Rothschild 1910. Spilosoma woodlarkiana ingår i släktet Spilosoma och familjen björnspinnare. Inga underarter finns listade i Catalogue of Life.